# Dr. Seuss
Theodor Seuss Geisel  (Springfield, Massachusetts, 2. ožujka 1904. – La Jolla, Kalifornija, 24. rujna 1991.), poznatiji kao Dr. Seuss, bio je američki pisac knjiga za djecu i crtač stripova. U Europi je najpoznatiji po knjizi "Kako je Grinch ukrao Božić". Geisel je također pisao pod pseudonimima Theo LeSieg i Rosetta Stone.
Rođen je u Springfieldu 1904. u obitelji njemačkog porijekla. Studirao je na Dartmouth College-u u SAD-u do 1925., te na Oxfordu (Lincoln College) te postigao doktorat iz engleske književnosti. Na Oxfordu je upoznao Helen Palmer koja je 1927. postala njegova supruga.
Nakon povratka u SAD, pisao je humoristične članke i crtao ilustracije za američke novine i časopise. Prvi put je objavio ilustraciju pod imenom "Seuss" 1927. za magazin "The Saturday Evening Post". Postao je poznat po cijeloj Americi nakon što je napravio vrlo uspjelu reklamu za insekticid "Flit". Prvu knjigu "And to Think That I Saw It on Mulberry Street" napisao je 1937. godine. Imao je velikih problema s njenim objavljivanjem, jer su je odbili brojni izdavači. Za vrijeme Drugog svjetskog rata objavljivao je u novinama ratne karikature, koje su postale poznate i izazvale polemike u američkoj javnosti.
Objavio je preko 40 knjiga i jedan je od najčitanijih autora knjiga za djecu engleskog govornog područja. Prema knjigama nastali su filmovi: "Kako je Grinch ukrao Božić!", "Mačak u šeširu" i Horton te brojne televizijske adaptacije tih i drugih njegovih knjiga. 
Godinu dana nakon samoubojstva njegove prve supruge Helen, 1968. oženio je Audrey Geisel. Umro je 24. rujna 1991., nakon duge bolesti.

## Citati
Poznat je njegov citat na engleskome jeziku: